# Піридоксин

Піридоксин

Вітамі́н В6 (одна з його хімічних форм — піридоксин) — вітамін групи В.

## Загальні відомості
Необхідний для засвоєння білків та жирів, сприяє утворенню червоних кров'яних тілець. Регулює стан нервової системи, запобігає подразненням шкіри, підтримує здоров'я зубів та ясен. Важливий у метаболізмі білків та амінокислот. Бере участь в утворенні арахідонової кислоти з лінолевої, ніацину з триптофану, в обміні холестерину, і утворенні гемоглобіну, регулює жировий обмін в печінці.
Грає важливу роль в обміні речовин; необхідний для нормального функціонування центральної і периферичної нервової системи. У фосфорильованій формі піридоксин є коферментом великої кількості ферментів, що діють на неокислювальний обмін амінокислот (процеси декарбоксилювання, переамінування і ін.). Піридоксин бере участь в обміні триптофану, метіоніну, цистеїну, глутамінової і інших амінокислот. Грає важливу роль в обміні гістаміну. Піридоксин сприяє нормалізації ліпідного обміну.

Найбільше піридоксину у м'ясі тварин, птахів, оселедцях, рибі палтусі, гречаній крупі, пшоні, хлібі з борошна грубого помелу, перловій і ячмінній крупах та ін.

При атеросклерозі, токсикозах вагітних, анацидному гастриті, ентериті, анемії, хворобах печінки, тривалому застосуванні антибіотиків і протитуберкульозних засобів потреба у піридоксині значно зростає. Піридоксин є метаболітом, який міститься або продукується Escherichia coli.

## Фізичні властивості
Білий твердий порошок, температура плавлення 159-162 °C, розчинність у воді становить 220000 мг/л або 79 мг/мл.

## Хімічні властивості
Піридоксину властиві  реакції приєднання :
піридоксин + А = AH 2 + ізопіридоксаль;
O 2 + піридоксин = піридоксаль + H 2 O 2 ;
піридоксин + НАДФ + = піридоксаль + Н + + НАДФН ;
піридоксин + UDP-α- D -глюкоза = 5'- O -β- D -глюкозилпіридоксин + H + + UDP ;
АТФ + піридоксин = Н + + АДФ + піридоксин 5'-фосфат.

## Синтез піридоксину

Схема синтезу піридоксину

## Функції
- синтез білків;
- регуляція рівня глюкози в крові;
- утворення ніацину (вітаміну В3) із триптофану;
- синтез ліпідів (мієлінових оболонок, поліненасичених жирних кислот в клітинних мембранах);
- синтез гемоглобіну;
- синтез нейромедіаторів (серотоніну, дофаміну, норепінефрину).

## Підвищена небезпека дефіцитних станів
- період швидкого росту;
- надмірне вживання алкоголю і кави;
- підвищене вживання білків збільшує потребу організма у піридоксині;
- куріння;
- люди похилого віку;
- оральні контрацептиви.

## Наслідки дефіцитних станів
- Почервонілі, покриті лусочками, жирні, болючі, сверблячі ділянки шкіри (особливо навколо носа, роту, вух, статевих  губ у жінок та мошонки у чоловіків);
- болючі тріщини в куточках роту (ангулярний стоматит) і на губах (хейлоз);
- гладкий фіолетовий язик, запалене горло;
- почервоніння, пекучість очей, надмірна сльозоточивість, світлочутливість;
- анемія з пониженим синтезом червоних кров'яних тілець;
- летаргія, депресія, індивідуальні зміни;
- хронічні захворювання (астма, хвороби серця, нирок, цукровий діабет, ревматоїдний артрит);
- може збільшитись рівень холестеролу і холестерину низької щільності, зменшення холестерину високої щільності;
- може збільшитись ризик утворення кальцієвих каменей у нирках.

## Механізм дії
Вітамін B6, переважно у формі біологічно активного коферменту піридоксаль-5'-фосфату , бере участь у широкому спектрі біохімічних реакцій, включаючи метаболізм амінокислот і глікогену , синтез нуклеїнових кислот, гемоглобліну, сфінгомієліну та інших сфінголіпідів, а також синтез нейромедіаторів серотоніну , дофаміну , норадреналін і гамма-аміномасляна кислота ( ГАМК).

## Всмоктування, розподіл і виведення
Легко всмоктується з шлунково-кишкового тракту, за винятком синдромів мальабсорбції. Піридоксин всмоктується переважно в порожній кишці. Максимальна концентрація піридоксину досягається протягом 5, 5 годин.Основний метаболіт піридоксину, 4-піридоксинова кислота , неактивна і виводиться із сечею.Основний активний метаболіт піридоксину, піридоксаль-5'-фосфат , вивільняється в кровообіг (що становить щонайменше 60% циркулюючого вітаміну) і сильно зв'язується з білками, головним чином з альбуміном.

## Токсичність
Тривале вживання високих доз піридоксину (більше 1000 мг/день), може стати причиною нейропатії, що характеризується втратою рефлексів, онімінням і поколюванням долонь та ступнів. 

## Лікування отруєння піридоксином
Рекомендовано прийняти деревне вугілля у вигляді кашки. 

## Синоніми
Alertonic, Animi-3 With Vitamin D, Bonjesta, Citranatal B-calm Kit, Citranatal Harmony, Concept Ob, Diclectin, Diclegis, Folbic, Foltabs, Fortaplex, Infuvite, Infuvite Pediatric, Irospan 24/6 Kit, Isotamine B, Mvc-fluoride, Mvi Pediatric, Natafort, Neo-bex, Pregvit, Tandem Plus, Vitafol-one

## Форми та назви вітамінів групи В6
- 4,5-Біс(гідроксиметил)- 2-метил-3-піридинол (Піридоксин)
- 3-Гідрокси-5-гідрокси- метил-2-метил-4-піридин- карбальдегід (Піридоксаль)
- 4-(Амінометил)-5-гідрокси- 6-метил-3-піридинметанол (Піридоксамін)

## Піридоксин у продуктах харчування
Продукти багаті на піридоксин – дріжджі, печінка , проросла пшениця , висівки і неочищене зерн. Багато його в картоплі (220 – 230мкг/100 г), патоці, бананах, свинині, в сирому жовтку яєць, капусті, моркві та сухої квасолі ( 550мкг/100 г).
Вітамін міститься як в продуктах тваринного і рослинного походження. Також він синтезується мікрофлорою кишечника.